# Liste der denkmalgeschützten Objekte in Gloggnitz
Die Liste der denkmalgeschützten Objekte in Gloggnitz enthält die 19 denkmalgeschützten, unbeweglichen Objekte der Gemeinde Gloggnitz im niederösterreichischen Bezirk Neunkirchen.

## Denkmäler
| Foto |                 | Denkmal | Standort                                                      | Beschreibung | Metadaten |
| ---- | --------------- | --- | ------------------------------------------------------------- | --- | --- |
| ja   | Datei hochladen | Südbahnstrecke Semmering-Bahn (Gloggnitz–Mürzzuschlag) HERIS-ID: 28201 Objekt-ID: 24756                          | Eichberg 35 Standort KG: Abfaltersbach                        | Die Semmeringbahn wurde 1854 eröffnet und ist die älteste normalspurige Gebirgsbahn Europas. Sie wurde von Carl Ritter von Ghega geplant. Vom Bahnhof Gloggnitz zum Bahnhof Mürzzuschlag sind es 41 Kilometer. Im Bereich der Katastralgemeinde Abfaltersbach gibt es einen Streckenaufsichtsbau (WH 140). | BDA-Hist.: Q64026707 Status: Bescheid Stand der BDA-Liste: 2025-06-30 Name: Südbahnstrecke Semmering-Bahn (Gloggnitz-Mürzzuschlag) GstNr.: .4, 15/2 Semmering Railway in Gloggnitz                                          |
| ja   | Datei hochladen | Südbahnstrecke Semmering-Bahn (Gloggnitz–Mürzzuschlag) HERIS-ID: 28215 Objekt-ID: 24771                          | Aue 36, 37, 38 Standort KG: Aue                               | Die Semmeringbahn wurde 1854 eröffnet und ist die älteste normalspurige Gebirgsbahn Europas. Sie wurde von Carl Ritter von Ghega geplant. Vom Bahnhof Gloggnitz zum Bahnhof Mürzzuschlag sind es 41 Kilometer. Im Bereich der Katastralgemeinde Aue gibt es den Geyreggtunnel und den gleich anschließenden Rumplertunnel (Lage) und 3 Streckenaufsichtsbauten (WH 147, WH 148 und WH 150). | BDA-Hist.: Q64026708 Status: Bescheid Stand der BDA-Liste: 2025-06-30 Name: Südbahnstrecke Semmering-Bahn (Gloggnitz-Mürzzuschlag) GstNr.: .51, 254/1, .52, .54 Semmering Railway                                           |
| ja   | Datei hochladen | Südbahnstrecke Semmering-Bahn (Gloggnitz–Mürzzuschlag) HERIS-ID: 28200 Objekt-ID: 24755                          | Eichberg 31, 33, 34 Standort KG: Eichberg                     | Die Semmeringbahn wurde 1854 eröffnet und ist die älteste normalspurige Gebirgsbahn Europas. Sie wurde von Carl Ritter von Ghega geplant. Vom Bahnhof Gloggnitz zum Bahnhof Mürzzuschlag sind es 41 Kilometer. Im Bereich der Katastralgemeinde Eichberg gibt es den Bahnhof Eichberg (Lage), den Steinbauer-Tunnel mit dem daran anschließenden Abfaltersbach-Viadukt (Lage) und 2 Streckenaufsichtsbauten (WH 141 und WH 146). Anmerkung: Ein drittes Wächterhaus (WH 144) scheint nicht mehr vorhanden zu sein. | BDA-Hist.: Q64026706 Status: Bescheid Stand der BDA-Liste: 2025-06-30 Name: Südbahnstrecke Semmering-Bahn (Gloggnitz-Mürzzuschlag) GstNr.: 123/1, .36, .37, .38, .39, 583/1, 583/2, .41, .42 Semmering Railway in Gloggnitz |
| ja   | Datei hochladen | Aufnahmsgebäude Gloggnitz HERIS-ID: 112396 Objekt-ID: 130573seit 2017                                            | Bahnhof 1 Standort KG: Gloggnitz                              | Der Bahnhof Gloggnitz wurde 1842 eröffnet, das Aufnahmsgebäude wurde in Folge öfter umgebaut, zuletzt in den 1950ern. | BDA-Hist.: Q106826764 Status: Bescheid Stand der BDA-Liste: 2025-06-30 Name: Aufnahmsgebäude Gloggnitz GstNr.: .96 Aufnahmsgebäude Bahnhof Gloggnitz                                                                        |
| ja   | Datei hochladen | Evang. Pfarrkirche A.B., Dreieinigkeitskirche HERIS-ID: 58884 Objekt-ID: 69755                                   | Dr. Martin-Luther-Straße 4 Standort KG: Gloggnitz             | Die Dreieinigkeitskirche wurde 1967/68 nach Plänen von Rudolf Angelides anstelle einer aus dem Jahre 1948 stammenden Notkirche erbaut. | BDA-Hist.: Q24261926 Status: § 2a Stand der BDA-Liste: 2025-06-30 Name: Evang. Pfarrkirche A.B., Dreieinigkeitskirche GstNr.: .571, .570, 716/50 Dreieinigkeitskirche Gloggnitz                                             |
| ja   | Datei hochladen | Dr. Karl Renner-Brücke HERIS-ID: 79918 Objekt-ID: 93622                                                          | in der Nähe Franz Dittelbach-Straße 16 Standort KG: Gloggnitz | Eine 1927 erbaute Betonbrücke über die Schwarza. 1945 wurde sie nach dem 1. Bundespräsident der Zweiten Republik benannt. | BDA-Hist.: Q24262218 Status: § 2a Stand der BDA-Liste: 2025-06-30 Name: Dr. Karl Renner-Brücke GstNr.: 247/49, 945/4 Gloggnitz Dr.-Karl-Renner-Brücke                                                                       |
| ja   | Datei hochladen | Kath. Pfarrkirche Zum Christkönig HERIS-ID: 61554 Objekt-ID: 73972                                               | Hartholzstraße 5a Standort KG: Gloggnitz                      | Die Christkönigskirche wurde 1927 von Clemens Holzmeister geplant. 1933/1934 wurde der Chorturm erbaut und 1934 geweiht. Nach einer Umplanung wurde die Kirche redimensioniert 1960/1962 fertiggestellt und 1962 zur Pfarrkirche erhoben. | BDA-Hist.: Q1083942 Status: § 2a Stand der BDA-Liste: 2025-06-30 Name: Kath. Pfarrkirche Zum Christkönig GstNr.: .589 Pfarrkirche von Gloggnitz                                                                             |
| ja   | Datei hochladen | Schloss Gloggnitz, ehem. Benediktinerkloster mit ehem. Pfarrkirche Maria Schnee HERIS-ID: 49748 Objekt-ID: 53843 | Kirchensteig 3 Standort KG: Gloggnitz                         | Die erste urkundliche Nennung des heutigen Schlosses Gloggnitz, das ursprünglich ein Benediktinerkloster bzw. eine Benediktinerpropstei war, geht auf das Jahr 1094 zurück. Im nord-nordwestlichen Bereich besteht die mittelalterliche Klosterburganlage aus Wehranlagen, die im Westen zuerst in den ehemaligen Karner, die heutige Michaelskapelle, und dann in barocke zwei- bis dreigeschoßige Gebäudetrakte übergehen. Weithin sichtbar ist der langgezogene dreigeschoßige Südtrakt. Im Innenhof von Schloss Gloggnitz liegt die ehemalige Stadtpfarrkirche (bis 1962) Maria Schnee, ein teilweise barockisierter gotischer Bau, der im 14. Jahrhundert geschaffen wurde und der auf einem romanischen Kirchenbau (Mitte 12. Jahrhundert) aufbaut. Die Kirche besteht aus einem Langhaus mit polygonal geschlossenem Chor und einer im Norden angebauten Sakristei. Eine romanische Seitenkapelle an der Südwand und der vorgestellte West-Turm mit Laternenzwiebelhaube komplettieren das Bauwerk. | BDA-Hist.: Q1797960 Status: § 2a Stand der BDA-Liste: 2025-06-30 Name: Schloss Gloggnitz, ehem. Benediktinerkloster mit ehem. Pfarrkirche Maria Schnee GstNr.: .1, .2, .3 Schloss Gloggnitz                                 |
| ja   | Datei hochladen | Südbahnstrecke Semmering-Bahn (Gloggnitz–Mürzzuschlag) HERIS-ID: 28182 Objekt-ID: 24736                          | Obere Zeilfeldstraße 2 Standort KG: Gloggnitz                 | Die Semmeringbahn wurde 1854 eröffnet und ist die älteste normalspurige Gebirgsbahn Europas. Sie wurde von Carl Ritter von Ghega geplant. Vom Bahnhof Gloggnitz zum Bahnhof Mürzzuschlag sind es 41 Kilometer. In der Oberen Zeilfeldstraße 2 stand das Wächterhaus 123, die Bahn wurde zur Sicherung der Strecke von ursprünglich 55 solchen in Bruchsteinbauweise errichteten Häusern begleitet. Ungefähr alle 650 m war ein Wächterhaus anzutreffen, wobei jeweils ein Sichtbezug zum vorhergehenden sowie zum nachfolgenden Haus bestand. Heute wird ein Teil dieser Häuser von den Bundesbahnen vermietet, andere stehen leer und sind teils stark renovierungsbedürftig. Das Wächterhaus 123 musste dem Bau des Semmering-Basistunnels weichen und wurde im Mai 2013 abgerissen. | BDA-Hist.: Q64026701 Status: Bescheid Stand der BDA-Liste: 2025-06-30 Name: Südbahnstrecke Semmering-Bahn (Gloggnitz-Mürzzuschlag) GstNr.: 629/1, 629/3, 629/9, 629/10, 629/11 Semmering Railway in Gloggnitz               |
| ja   | Datei hochladen | Kraftwerk Gloggnitz HERIS-ID: 49749 Objekt-ID: 53845                                                             | Reichenauer Straße 20 Standort KG: Gloggnitz                  | Eine zweigeschoßige späthistoristische Anlage mit Zinnentürmchen aus dem Jahr 1897. | BDA-Hist.: Q24261993 Status: Bescheid Stand der BDA-Liste: 2025-06-30 Name: Kraftwerk Gloggnitz GstNr.: 677 Kraftwerk Gloggnitz                                                                                             |
| ja   | Datei hochladen | Rennervilla HERIS-ID: 33928 Objekt-ID: 31725                                                                     | Rennergasse 2 Standort KG: Gloggnitz                          | Ein zweigeschoßiger Bau aus dem Jahr 1894 mit späthistoristischem Putzdekor. 1910 ging er in den Besitz der Familie Renner über und wird seit 1979 als Dr.-Karl-Renner-Museum genutzt. 1930 erfolgte ein Ausbau des Obergeschoßes nach Plänen von Hubert Gessner. | BDA-Hist.: Q24261850 Status: Bescheid Stand der BDA-Liste: 2025-06-30 Name: Rennervilla GstNr.: 145/3 Rennervilla Gloggnitz                                                                                                 |
| ja   | Datei hochladen | Schule, Altes Rathaus HERIS-ID: 58895 Objekt-ID: 69766                                                           | Schulgasse 4 Standort KG: Gloggnitz                           | Der zweigeschoßige Ziegelbau wurde 1852 als Schulhaus errichtet. Von 1898 bis 1967 als Rathaus (Umbau mit Turmaufsatz) genutzt und ist seit 1967 Sonderschule sowie Standort der Dr.-Karl-Renner-Bücherei. | BDA-Hist.: Q24262008 Status: § 2a Stand der BDA-Liste: 2025-06-30 Name: Schule, Altes Rathaus GstNr.: .19/2 |
| ja   | Datei hochladen | Naturbad HERIS-ID: 49751 Objekt-ID: 53847                                                                        | Semmeringstraße 3 Standort KG: Gloggnitz                      | Das Gloggnitzer Bad wurde 1953 von Friedrich Florian Grünberger erbaut. Anmerkung: Nur das Eingangsgebäude steht unter Denkmalschutz. | BDA-Hist.: Q126724940 Status: § 2a Stand der BDA-Liste: 2025-06-30 Name: Naturbad GstNr.: .633/1 |
| ja   | Datei hochladen | Kapelle hl. Othmar HERIS-ID: 49745 Objekt-ID: 53839                                                              | Dr. Karl Renner-Platz 3, bei Standort KG: Gloggnitz           | 1950 nach Plänen von Julius Bergmann umgebaut. Dabei wurde der Vorbau errichtet und das Langhaus abgerissen, so dass nur mehr der spätgotische Chor – errichtet um 1460 – der heutige Bestand ist. Die ursprüngliche Marktkapelle war den hll. Othmar und Sebastian geweiht. 1313 urkundlich erwähnt, 1396 erweitert, 1487 teilweise zerstört, 1809 zum Teil abgebrannt, 1817 Wiederaufbau, 1888 renoviert. | BDA-Hist.: Q38035822 Status: § 2a Stand der BDA-Liste: 2025-06-30 Name: Kapelle hl. Othmar GstNr.: .27 |
| ja   | Datei hochladen | Flur-/Wegkapelle HERIS-ID: 79921 Objekt-ID: 93626                                                                | Hauptstraße 64, bei Standort KG: Gloggnitz                    | Zwischen 1730/41 durch Propst Franz Langpartner errichtete, spätbarocke Nischenädikula auf dem Forellenstein-Felsen am Fuß des Schlossbergs. | BDA-Hist.: Q38172287 Status: § 2a Stand der BDA-Liste: 2025-06-30 Name: Flur-/Wegkapelle GstNr.: 7 Nepomuk shrine, Gloggnitz                                                                                                |
| ja   | Datei hochladen | Bildstock HERIS-ID: 79925 Objekt-ID: 93630                                                                       | Wiener Straße Standort KG: Gloggnitz                          | Pestsäule, Vierkantpfeiler mit Nischenaufsatz, 1974 wegen Straßenbau abgetragen und 1984 wieder errichtet | BDA-Hist.: Q38172302 Status: § 2a Stand der BDA-Liste: 2025-06-30 Name: Bildstock GstNr.: 984/5 Bildstock Gloggnitz Wienerstraße                                                                                            |
| ja   | Datei hochladen | Teil der 1. Wiener Hochquellenleitung HERIS-ID: 111376 Objekt-ID: 129208                                         | Standort siehe Beschreibung KG: Gloggnitz                     | Die I. Wiener Hochquellenwasserleitung ist ein Teil der Wiener Wasserversorgung und war die erste Versorgung von Wien mit einwandfreiem Trinkwasser. Nach vierjähriger Bauzeit wurde die 95 Kilometer lange Leitung am 24. Oktober 1873 eröffnet. In der KG Gloggnitz befinden sich die Einstiegstürme 7 (Lage, hier abgebildet) und 8 (Lage). | BDA-Hist.: Q64765586 Status: Bescheid Stand der BDA-Liste: 2025-06-30 Name: Teil der 1. Wiener Hochquellenleitung GstNr.: 666/1 Hochquellenwasserleitung in Gloggnitz                                                       |
| ja   | Datei hochladen | Schloss Stuppach HERIS-ID: 59346 Objekt-ID: 70590seit 2020                                                       | Schloss Stuppach Allee 1 Standort KG: Stuppach                | Das Schloss Stuppach ist ein zweigeschoßiger, zwölfachsiger Bau mit Mansarddach. Umbauten erfolgten im 17. und 18. Jahrhundert. Aus der Zeit der Renaissance ist noch ein runder Eckturm mit Schlüsselscharten erhalten. Es wurde nach einem Brand in der Nachkriegszeit zu einem großen Teil wiederaufgebaut. Ende des 18. Jahrhunderts wurde es von Franz von Walsegg, dem Auftraggeber von Mozarts Requiem bewohnt. | BDA-Hist.: Q1272976 Status: Bescheid Stand der BDA-Liste: 2025-06-30 Name: Schloss Stuppach GstNr.: 3/1 Schloss Stuppach |
| ja   | Datei hochladen | Teil der 1. Wiener Hochquellenleitung HERIS-ID: 111377 Objekt-ID: 129209                                         | Standort KG: Stuppach                                         | Zur I. Wiener Hochquellenwasserleitung siehe den Eintrag in der KG Gloggnitz In Stuppach befindet sich der Einstiegsturm 9 (Bild). | BDA-Hist.: Q64765588 Status: Bescheid Stand der BDA-Liste: 2025-06-30 Name: Teil der 1. Wiener Hochquellenleitung GstNr.: 1123, 1118 Hochquellenwasserleitung in Gloggnitz                                                  |